# توسی (اکلاهما)
توسی، اکلاهما (به انگلیسی: Tussy, Oklahoma) یک منطقهٔ مسکونی در ایالات متحده آمریکا است که در اکلاهما واقع شده‌است.

## خصوصیات
توسی ۳۰۱٫۱۵ متر بالاتر از سطح دریا واقع شده‌است.